# Bundesstraße 258

De Bundesstraße 258 (kort: B258) is een bundesstraße in de Duitse deelstaten Rijnland-Palts en Noordrijn-Westfalen.
De weg begint op de rondweg van Mayen en eindigt aan Bundesautobahn 44 bij de afrit Aachen-Lichtenbusch.

## Routebeschrijving
Rijnland-Palts
De B258 begint op de rondweg van Mayen op de afrit Mayen-Süd op een afrit van de B262 en loopt westwaarts door de Eifel. Rond Mayen ligt een driestrooks autoweg, maar de rest van de route is verder overwegend enkelbaans. Ten westen van Hirten buigt de B410 af. De weg loopt verder door Virneburg. De weg loopt door een aantal door en langs enkel kleine dorpjes waaronder Döttingen iets ten zuidwesten van Döttingen sluit de B412 aan. Dan passeert men Meuspath en Nürburg en de Nürburgring, de B258 loopt kort langs het circuit dat ook door de B258 gekruist wordt. Dan kruist de weg de B257. Westelijker buigt de weg wat naar het noordwesten af en loopt door Barweiler, waarna ten zuidwesten van het gehucht Dorsel de grens met Noordrijn-Westfalen volgt.
Noordrijn-Westfalen
De B258 loopt door het oosten van Blankenheim waar hij aansluit op de B51, waarna de B51/B258 de rondweg van Blankenheim vormen om bij het stadsdeel Blankenheimerdorf weer te splitsen. De B258 loopt nu in noordwestelijke richting door de Hoge Venen via Schleiden waar ze de B265 kruist. De weg loopt hier dicht langs de grens met België. De weg passeert het zeer toeristische Monschau waar de B399 aansluit. De weg loopt het dal van de rivier de Rur door Konzen, waarna zij enkele kilometers over Belgisch grondgebied loopt, maar houdt daar hetzelfde nummer. De weg loopt door Roetgen via de Rureifel naar het noorden, waar hij na het passeren van de wijken Schmithof en Oberforstbach van het stadsdeel Kornelimünster/Walheim in het oosten van Aken en loopt via Forst stadinwaartsnaar Aachen-Kaiserplatz.

De weg begon voorheen in Koblenz, maar het deel parallel aan de A48 tussen Koblenz en Mayen is afgewaardeerd naar een lokaal wegnummer. Het noordelijk deel is verlegd naar de aansluiting met de A44 bij de afrit Aachen-Lichtenbusch. 

Bij Kerkrade (N300) wordt een aansluiting op een verlenging van de Duitse B258n voorzien, maar hierover is in Duitsland nog geen definitief besluit genomen.

## Himmelsleiter
De -grotendeels kaarsrechte- weg klimt sterk tussen Walheim en Fringshaus, en wel van 270 tot 570 meter. Van enkele honderden meters voor Relais Königsberg (305 meter) tot Roetgen (410 meter) wordt de Große Himmelsleiter ((de)  Grote Jakobsladder), van Roetgen tot Fringshaus (570 meter) wordt de Kleine Himmelsleiter genoemd. 
B1 · B3 · B7 · B8 · B9 · B10 · B26 · B27 · B35 · B37 · B38 · B39 · B40 · B41 · B42 · B43 · B43a · B44 · B45 · B47 · B48 · B49 · B50 · B51 · B52 · B53 · B54 · B55 · B55a · B56 · B56n · B57 · B58 · B59 · B61 · B62 · B63 · B64 · B65 · B66 · B66n · B67 · B68 · B70 · B80 · B83 · B84 · B219 · B220 · B221 · B223 · B224 · B225 · B226 · B227 · B228 · B229 · B230 · B231 · B233 · B234 · B235 · B236 · B237 · B238 · B239 · B241 · B249 · B250 · B251 · B252 · B253 · B254 · B255 · B256 · B257 · B258 · B259 · B260 · B261 · B262 · B263 · B264 · B265 · B266 · B267 · B268 · B269 · B270 · B271 · B272 · B274 · B275 · B277a · B278 · B279 · B284 · B288 · B323 · B324 · B326 · B327 · B399 · B400 · B403 · B405 · B406 · B407 · B409 · B410 · B411 · B412 · B413 · B414 · B416 · B417 · B418 · B419 · B420 · B421 · B422 · B423 · B424 · B426 · B427 · B428 · B429 · B448 · B449 · B450 · B451 · B452 · B453 · B454 · B455 · B456 · B457 · B458 · B459 · B460 · B469 · B473 · B474 · B475 · B476 · B477 · B478 · B479 · B480 · B481 · B482 · B483 · B484 · B485 · B486 · B487 · B488 · B489 · B499 · B504 · B506 · B507 · B508 · B509 · B510 · B511 · B513 · B514 · B515 · B516 · B517 · B519 · B520 · B521 · B525 · B528 · B611